# スケアクロウ (the pillowsの曲)
「スケアクロウ」は、the pillowsの楽曲。同グループ24枚目のシングルとして2007年4月4日にavex traxから発売された。

## 概要
avex移籍第1弾シングル。アルバム『Wake up! Wake up! Wake up!』の先行シングル。通常盤と初回限定盤の二種リリース。初回限定盤にはライブ『Mr.Children & the pillows new big bang tour ～This is Hybrid Innocent～』からの2曲が収録されたDVD付き。初回限定封入特典として、the pillowsのステッカーが、期間限定封入特典としてDVD・アルバムとの連動特典応募チケットが封入されている。
スケアクロウとは案山子を意味するが、この楽曲におけるスケアクロウは映画「スケアクロウ」に由来する。本人曰く、スケアクロウ=ろくでなし二人の友情。
歌詞はラブソングを模しているがメンバーへの思いを綴っており、もともとサビの最後の英詞は『I want call you, Buddy』だった。
PV監督は今井"Lucy"淳也。

## 収録曲
1. スケアクロウ [4:32]
作詞・作曲：SAWAO YAMANAKA、編曲：the pillows
『MOONLIGHT MILE 1stシーズン-Lift off-』エンディングテーマ
2. BOYS BE LOCKSMITH [2:59]
作詞・作曲：SAWAO YAMANAKA、編曲：the pillows
3. つよがり(4:45)
作詞・作曲：KAZUTOSHI SAKURAI、編曲：the pillows
アルバム『Q』に収録されているMr.Childrenのカバー。ライブでも演奏されておりDVD「Wake up! Stand up! and Go!」にて見ることができる。

DVD（初回限定盤のみ）
1. スケアクロウ
2. ハイブリッド レインボウ

## 収録アルバム
- オリジナル『Wake up! Wake up! Wake up!』（2007年5月2日）
- ベスト『Rock stock&too smoking the pillows』（2009年6月3日）